# Regino de Prüm
Regino de Prüm (n. 842 d.Hr., Altrip, Renania-Palatinat, Germania – d. 28 mai 915 d.Hr., Trier, Germania) a fost un călugăr benedictin, cronicar medieval și al șaptelea stareț al mănăstirii din Prüm.